# Andreja Pejić
Andreja Pejić (ur. 28 sierpnia 1991 w Bośni i Hercegowinie jako Andrej Pejić) – pochodząca z Bośni i Hercegowiny modelka, mieszkająca w Melbourne w Australii.
W 2008 roku rozpoczęła się jej kariera. Początkowo współpracowała z agencją Chadwick Models z Melbourne, potem pracowała również w Londynie, Paryżu jak również w Tokio. W dwa lata po rozpoczęciu kariery podpisała kontrakt z agencją Storm Models po czym brała udział w paryskim tygodniu mody męskiej. Współpracowała tam z wieloma znanymi projektantami m.in. z Jeanem Paulem Gaultierem, Rafem Simonsem czy Paulem Smithem. Wkrótce po tym zaczęła również pozować do sesji zdjęciowych.
Jest transpłciową kobietą, w 2014 roku przeszła operację korekty płci, która zakończyła jej tranzycję płciową.